# Бурч Василь Васильович
Василь Васильович Бурч (2 січня 1919, с. Смологовиця, Закарпаття — 5 липня 1993, Ужгород) — український радянський педагог та живописець-пейзажист. Заслужений вчитель УРСР (1968).

## Біографія
Народився 2 січня 1919 у селі Смологовиця (нині — Іршавського району Закарпатської області).
Після закінчення Свалявської горожанської школи  поступив у Мукачівську державну учительську семінарію в 1939 році.
Спершу працював учителем в гуцульській Ясіні-Лазещинській школі у Рахівському районі. Поряд з учительською роботою займався і оформленням приміщень, організував шкільний, згодом, сільський хори. Паралельно вчителював у селі Колочава Міжгірського району, де познайомився зі своєю майбутньою дружиною. Пізніше працював у Локітянській школі на Іршавщині.Як розвідник партизанського загону, брав участь у визволенні Закарпаття.
Після війни взявся організувати школу у місті Іршаві, в якій багато років працював спочатку заступником директора, а потім і директорував. Тут він, зокрема, організував хор вчителів, хор старших та хор молодших учнів. Відданий музиці та й взагалі мистецтву, у 1946 добився відкриття музичної школи. Керуючи Іршавською середньою школою значну увагу приділяв освіті самих вчителів, які не мали належної освіти.
Сам Василь Бурч 1947 року закінчив професійні курси викладачів малювання та дискриптиви, де навчався у Йосипа Бокшая та Адальберта Ерделі. У 1952 року закінчив факультет російської філології Київського педагогічного інституту ім. Горького.
З 1959 року Василь Васильович переїжджає в Ужгород, так як був переведений на роботу в обласний відділ народної освіти спочатку першим заступником, а потім і завідувачем обласного відділу народної освіти (облвно), де пропрацював майже 15 років. За час його роботи у облвно було збудовано 208 нових шкіл, зокрема для сліпих та розумово-відсталих дітей, низку шкіл-інтернатів, дошкільних закладів, утричі зросла кількість ДЮСШ, започатковано проведення оглядів художньої самодіяльності шкіл-інтернатів та спецшкіл, відкрито студію юних художників З. А. Банонія, розпочато будівництво нового приміщення Мукачівського педагогічного училища, введено підготовку вчителів 1-4 класів для шкіл з угорською та молдавською мовами навчання.
Учасник художніх виставок з 1949 року. Персональні виставки проходили у 1964, 1967, 1969 роках у місті Ужгород.
Член Спілки художників України з 1969 року (Закарпатська організація, Ужгород, Мукачеве).
Серед художніх робіт — акварелі «Магнолія», «Вівці на полонині», «Осінь у Невицькому», «Оновлене місто» та багато інших.
У 1974–1980 роках був директором Мукачівського педучилища. Домігся того, що для заочників почали приїжджати читати лекції викладачі з Івано-Франкіського педінституту; на базі училища почали готувати вчителів-початківців з вищою освітою.
Василь Бурч був також професійним лінгвістом, володів латиною, угорською, словацькою, російською.

## Відзнаки
Був нагороджений орденами «Знак Пошани» та Трудового Червоного Прапора, шістьма медалями, серед яких медаль Макаренка.
1968 року удостоєний звання Заслужений учитель УРСР.